# 洛斯阿馬特斯
洛斯阿馬特斯（西班牙語：Los Amates），是危地馬拉的城鎮，位於該國東部，由伊薩瓦爾省負責管轄，面積1,615平方公里，海拔高度81米，2002年人口56,187，人口密度每平方公里34.79人。
15°16′00″N 89°06′00″W / 15.2667°N 89.1°W